# محل کار
محل کار (انگلیسی: Workplace) یا محیط کار، به محل یا محیطی گفته می‌شود که در آن کارکنان برای کارفرمای خود کار می‌کند. چنین مکانی می‌تواند یک دفتر تجاری، خانه مسکونی، ساختمان اداری یا کارخانه بزرگ باشد. برای جوامع صنعتی، محل کار یکی از مهمترین فضاهای اجتماعی پس از خانه بشمار می‌آید. توسعه فناوری‌های ارتباطی جدید منجر به توسعه محل کار مجازی شده‌است که از نظر فیزیکی وجود خارجی ندارند.

## جایگاه محیط شغلی در تربیت انسان
انسان از سه راه دیداری، گفتاری و رفتاری قابلیت نهادینه کردن و ملکه شدن یک رفتار را دارا است. شغل انسان از سه منظر حرفه شغلی، محیط کار و مراجعات در محیط کاری قابلیت روش گرفتن و ملکه شدن یک رفتار را دارا است.